# 県道117号 (台湾)
県道117号（けんどう117ごう）は、新竹県新豊郷埔和村から新竹市香山区を結ぶ、全長42.750kmの台湾の県道である。台1線と県道122号とそれぞれと重複区間がある。

## 通過する自治体
- 新竹県
  - 新豊郷
  - 湖口郷
  - 新埔鎮
  - 竹北市
- 新竹市
  - 東区
  - 香山区

## 接続する道路
- 台15線
- 台1線
- 県道118号
- 県道120号
- 台68線（インターチェンジ）
- 県道122号
- 国道1号（インターチェンジ）
- 国道3号（インターチェンジ）
- 台1線

## 施設
- 湖口老街（老湖口）
- 新竹科学園区
- 国立交通大学
- 国立清華大学
- 玻璃工芸博物館
- 新竹教育大学
- 青草湖
- 中華大学